# Mary MacArthur
Mary MacArthur (20 de enero de 1904 - 26 de abril de 1959)  fue una científica canadiense que realizó investigaciones sobre los principios de la deshidratación y congelación exitosa de alimentos frescos.  Realizó esta investigación mientras trabajaba para el gobierno federal del Departamento de Agricultura de Canadá en la Granja Experimental Central en Ottawa, Ontario .    En 1952 fue la primera mujer nombrada miembro del Instituto Agrícola de Canadá (FAIC) por sus contribuciones a la agricultura canadiense .  

## Biografía
Mary MacArthur nació en Glasgow, Escocia . Llegó a Canadá cuando era niña y su familia se instaló en Pugwash, Nueva Escocia . Se interesó por la botánica a una edad temprana.  Obtuvo una B.Sc. con honores de la Universidad de Acadia, Nueva Escocia, en 1933,  después de asistir a un curso de botánica en el Laboratorio de Biología Marina en Woods Hole, Massachusetts, el año anterior.  Luego obtuvo una maestría en Radcliffe College (afiliado a la Universidad de Harvard ) en 1934 y recibió su doctorado en Harvard en 1937.   

## Carrera
Después de graduarse, MacArthur fue profesora asistente de botánica en un colegio de mujeres en Elmira, Nueva York, de 1937 a 1938. En 1938 aceptó un puesto como científica agrícola en la División de Horticultura de la Granja Experimental Central en Ottawa, Ontario, Canadá. Su primera especialidad fue la histología y citología vegetal. MacArthur se hizo conocida por su liderazgo en la investigación canadiense sobre la deshidratación, que incluía investigaciones fundamentales sobre métodos para determinar la inactivación de enzimas en los tejidos vegetales antes de la deshidratación. Hizo construir un gran túnel de deshidratación en Ottawa, Ontario, en 1942, en el que realizó más de 2000 experimentos durante los últimos cuatro años de la Segunda Guerra Mundial .  : 330–331 A ella se le atribuye haber identificado que las verduras necesitaban blanquearse para inactivar las enzimas antes de la deshidratación .  Trabajó conjuntamente con científicos de Kentville, Nueva Escocia, quienes le proporcionaron los vegetales deshidratados para realizar más análisis en Ottawa, Ontario.  Esta fue una actividad importante durante los años de la guerra, ya que muchas frutas y verduras debían deshidratarse y enviarse a Europa para el esfuerzo bélico .  Como resultado de su trabajo, la apariencia y el valor nutricional de las coles, zanahorias, patatas y nabos deshidratados comerciales mejoraron notablemente. Su investigación sobre la idoneidad de diferentes variedades de frutas y verduras para congelar, que había sido interrumpida por los esfuerzos de guerra, se reactivó en 1944.  Antes del final de la Segunda Guerra Mundial, MacArthur también publicó un artículo sobre la congelación de espárragos, maíz y fresas envasados comercialmente.  En 1945, la Sección de Consumidores del Servicio de Mercado de Agricultura de Canadá publicó el primer folleto sobre congelación doméstica basado en esta investigación. En 1949, MacArthur también resumió su investigación en un folleto para uso de la industria alimentaria comercial.  : 331 MacArthur ayudó a Malcolm Bancroft Davis, jefe de la División de Horticultura del Departamento de Agricultura de Dominion hasta 1955, quien realizó investigaciones sobre la conservación de frutas y verduras mediante congelación y almacenamiento de manzanas con gas. 

## Honores y premios
En 1952, Mary MacArthur fue la primera mujer en convertirse en miembro del Instituto Agrícola de Canadá.  

## Fallecimiento
Mary MacArthur murió el 26 de abril de 1959 como consecuencia de una enfermedad cardíaca reumática en Pugwash, Nueva Escocia,  donde ella y sus dos hermanas habían reformado una cabaña. 